# Malcolm Bruce

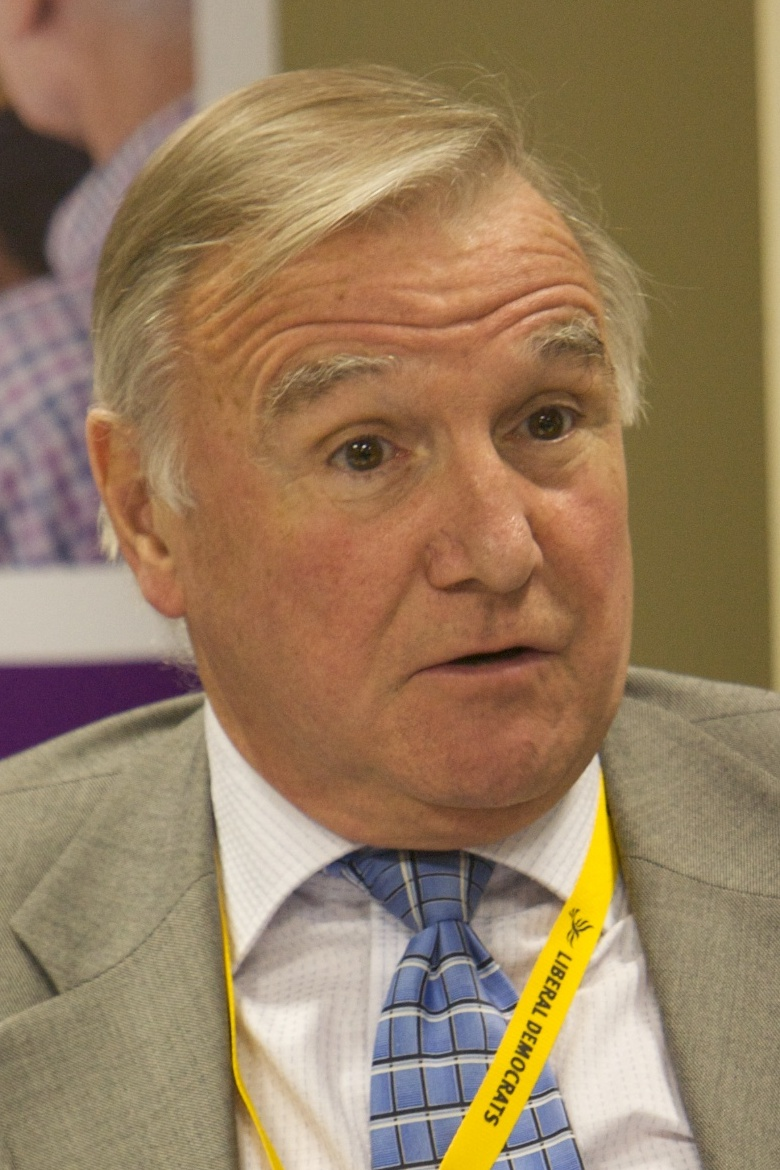
Malcolm Bruce, 2009

Malcolm Gray Bruce, Baron Bruce of Bennachie PC (* 17. November 1944 in Birkenhead) ist ein britischer Politiker der Liberal Democrats.

## Leben
Bruce wurde 1944 im englischen Birkenhead geboren. Er besuchte das private Wrekin College und studierte dann an den Universitäten von St Andrews und Strathclyde. In der Folge arbeitete Bruce als Journalist und Verleger sowie als Einkäufer für einen pharmazeutischen Betrieb. Er ist verheiratet und fünffacher Vater.
Im Jahre 2006 wurde Bruce in das Privy Council berufen. Im November 2012 wurde Bruce als Knight Bachelor geadelt.

## Politischer Werdegang
Im Alter von 17 Jahren trat Bruce in die Liberal Party ein. Erstmals trat er bei den britischen Unterhauswahlen im Oktober 1974 zu Wahlen auf nationaler Ebene an. In seinem Wahlkreis North Angus and Mearns erhielt er mit 9,9 % jedoch nur den geringsten Stimmenanteil. Bei den Wahlen 1979 verpasste er im Wahlkreis West Aberdeenshire das Mandat gegen den Konservativen Russell Fairgrieve. 1983 gewann Bruce das Mandat des neugeschaffenen Wahlkreises Gordon und hielt den Sitz bis 2015, als er sich um keine weitere Amtszeit bewarb. Bei den Unterhauswahlen 2015 ging das Wahlkreismandat an den SNP-Kandidaten und ehemaligen Ersten Minister Alex Salmond.
Zwischen 1988 und 1992 war Bruce erster Parteivorsitzender der aus der Parteienfusion hervorgegangenen Scottish Social and Liberal Democrats beziehungsweise der Scottish Liberal Democrats. Ab 2000 hatte Bruce die Position des Präsidenten der Scottish Liberal Democrats inne und war ab 2014 außerdem stellvertretender Vorsitzender der Liberal Democrats. Im Schattenkabinett der Partei war er 2001 als Minister für Umwelt, Lebensmittel und ländliche Angelegenheiten vorgesehen. Zwischen 2003 und 2005 war er Schattenminister für Handel und Industrie.
Am 19. Oktober 2015 wurde Bruce als Baron Bruce of Bennachie, of Torphins in the County of Aberdeen, zum Life Peer erhoben und dadurch Mitglied des House of Lords.